# Muziekgeschiedenis
Muziekgeschiedenis is een deelstroming van de geschiedenis die zich bezighoudt met de ontwikkeling van de muziek.
Binnen dit onderwerp zijn de volgende deelgebieden te onderscheiden:
- geschiedenis van de klassieke muziek
- geschiedenis van de populaire muziek
- geschiedenis van de muzieknotatie

Sinds het einde van de negentiende eeuw hangt de ontwikkeling van de muziek en het ontstaan van nieuwe genres en muziekstijlen nauw samen met de geschiedenis van de geluidsopname.